# Tempête tropicale Erika
Pour les articles homonymes, voir Cyclone tropical Erika.
La tempête tropicale Erika est le cinquième système tropical de la saison cyclonique 2015 dans l'océan Atlantique nord. Quelques jours après l'ouragan Danny, une autre onde tropicale est sortie de la côte africaine et a suivi le même trajet. Elle est passée directement au stade de tempête tropicale sous le nom d’Erika le 24 août en fin de journée à environ 1 500 km à l'est des Petites Antilles. La tempête se déplaça ensuite rapidement vers l'ouest pour atteindre le Nord des Petites Antilles où elle donna de très fortes pluies avant de tourner vers le nord-ouest et traverser Hispaniola puis le sud de Cuba avant de retomber au niveau de dépression tropicale et finalement de perturbation tropicale. La Dominique fut particulièrement touchée par plus de 300 mm de pluie, ce qui causa des inondations et au moins 35 morts.
Le 25 avril 2016, lors de la 38e réunion du comité des cyclones tropicaux de l'Organisation météorologique mondiale, le nom Erika fut retiré des listes futures à la suite des dégâts et pertes de vie que la tempête a occasionné (voir Liste des noms retirés d'ouragans). Le nom sera remplacé dans la liste de 2021 par Elsa.

## Évolution météorologique
Le 20 août, 2015, le National Hurricane Center (NHC) a commencé à surveiller une onde tropicale sur l'Afrique de l'ouest, près de la rive de l'Atlantique. Le système désorganisé a émergé sur l'océan Atlantique plusieurs centaines de kilomètres au sud des îles du Cap Vert tard dans la journée. Passant rapidement à l'ouest, le système a frôlé les îles par le sud le 22 août. L'amélioration structurelle a été lente à se faire mais une zone de basse pression s'est développée plus tard sous l'onde le 23 août à environ 805 km à l'ouest-sud-ouest des îles du Cap Vert. L'organisation du système a été lente mais il est devenu le cinquième phénomène cyclonique de la saison en passant directement au stade de tempête tropicale sous le nom d’Erika le 24 août en fin de journée à environ 1 500 km à l'est des Petites Antilles. La tempête se déplaça ensuite rapidement vers l'ouest à une vitesse de 31 km/h.
Erika a atteint les îles du Vent tôt le matin du 27 août, passant à 55 km au nord de la Guadeloupe. Les bandes orageuses autour de la tempête sont toujours restées mal organisées, surtout confinées à la partie de l'est du cyclone, après être entrée dans la mer des Caraïbes. Plusieurs centres de circulation ont été constatés au cours de la nuit du 27 au 28, tournant autour d'un vaste barycentre général. Un des centres, passant sur Sainte-Croix, a donné des rafales de force de tempête. Les conditions environnementales sont devenues ensuite de plus en plus hostiles et les prévisionnistes du NHC ont parlé d'un grande incertitude sur la prévision de la trajectoire et de l'intensité du système.
Erika a ralenti en passant au sud de Porto Rico puis en longeant la côte sud d'Hispaniola le 28 août. La friction avec les îles ne lui a pas permis de s'intensifier et l'a même légèrement affaibli. Elle a traversé la péninsule sud-ouest d'Haïti la nuit du 28 au 29, puis le sud-est de Cuba. Le 29 août, la friction a eu raison de la tempête qui est devenue une dépression tropicale puis une onde tropicale mal définie se dirigeant vers le sud de la Floride. Le NHC a alors cessé ses bulletins à propos des restes du système qui ont dérivé vers le sud de la Floride.

## Impact
| Pays                   | Morts | Blessés | Disparus | Dégât (millions $US) |
| ---------------------- | ----- | ------- | -------- | -------------------- |
| La Dominique           | 35    | -       | 50       | 482,8                |
| Haïti                  | 5     | 11      | -        | Inconnu              |
| Porto Rico             | -     | -       | -        | 20                   |
| République Dominicaine | -     | -       | -        | 8,9                  |

### Petites Antilles
En Guadeloupe, l'île la plus proche du centre de la tempête, les effets ont été peu importants. Il est tombé 100 mm à Basse-Terre et les rafales de vent ont atteint 100 km/h à La Désirade. La pluie a causé quelques coulées de boue et des inondations qui ont fermé temporairement les routes à Basse-Terre. Électricité de France a signalé qu'au plus fort de la tempête, 1 600 abonnés ont été privés d'électricité. La mer agité en Martinique a forcé les bateaux à rester au port. Des glissements de terrain et des arbres tombés ont bloqué plusieurs routes sur l'île.

#### La Dominique
Au 1er septembre 2015, un total de 21 personnes manquaient encore à l'appel dans le pays, dont deux citoyens français,. Selon l’agence The Dominican, le total des morts est lui de 35, dont 27 à Petite Savanne, dévastée par les coulées de boue, 3 à Good Hope, 2 à Bath Estate et 1 chacun à Castle-Bruce, Delices et Marigot. Ceci en ferait le cyclone le plus mortel de l’histoire récente du pays, comparable à l’ouragan David de 1979.
Il est tombé plus de 300 mm de pluie sur l'île. Au moins une vingtaine d’habitations ont été détruites dans les inondations de la rivière traversant la capitale Roseau et les glissements de terrain ont fait d’énormes dégâts, selon l'Associated Press. Ce sont 890 maisons qui ont été détruites, ou tellement endommagées qu’elles sont devenues inhabitables, dans les différentes îles et 14 291 personnes ont été laissés sans abris. Environ 80 % du pays a été privé d’électricité, ainsi que d’alimentation en eau et l’aéroport international a été fermé.
Selon le premier ministre Skerrit, les dommages auraient ramené le pays 20 ans en arrière. Au total, les pertes se montèrent à 482,8 millions $US. Ceci inclut 226 millions$US aux routes et 87 millions$US à l’habitation, ce qui représente la moitié du produit intérieur brut de La Dominique,,.
L'agence de sécurité civile des Caraïbes (Caribbean Disaster Emergency Management Agency) a mis en branle des secours d'urgence pour la Dominique, offrant deux hélicoptères de la Trinidad avec les fournitures médicales et d'autres types nécessaires. Le Chine et la Banque de développement des Caraïbes ont offert respectivement 300 000 et 200 000 $US en aide,.

### Grandes Antilles et Floride
Les pluies torrentielles ont aidé Porto Rico aux prises avec une longue sécheresse. Les vents forts ont cependant coupé le courant pour environ 200 000 clients et causé pour au moins 20 millions $US de pertes aux récoltes,.
Une station météorologique à Santa Cruz de Barahona, République Dominicaine, a mesuré 616 mm de pluie lors du passage d’Erika, incluant 220 mm en une seule heure. Les stations environnantes ont cependant reçu beaucoup moins. Dans ce pays, 823 maisons ont été endommagées et 7 345 personnes ont été évacuées. Quatre cents routes ont été bloquées et plusieurs abonnés ont été privés d'électricité. Des vents de 85 km/h ont été notés dans la province d’Azua et les dégâts à la récolte de bananes ont été d’au moins 8,88 millions $US.
À Haïti, quatre personnes sont mortes et onze autres ont été hospitalisées à Léogâne quand un camion est entré en collision avec un autobus après avoir glissé sur la chaussée sous la pluie. Une cinquième personne est morte dans un glissement de terrain à Port-au-Prince et deux autres ont été blessées quand une maison s’est écrasée.
Les restes d’Érika ont permis au sud de Cuba d’amoindrir les effets de la sécheresse qui y sévissait, la pire depuis 1901.
Les Bermudes et la Floride ont pris des mesures avant l'arrivée d’Erika car le National Hurricane Center estimait le 27 août que le système pouvait devenir un ouragan, le premier pour la Floride depuis l'ouragan Wilma en 2005, ce qui posait une menace importante. La tempête se dissipant, les alertes cycloniques ont été levées mais elle a quand même donné de fortes pluies le long de la côte ouest de la Floride.